# روني شارب
روني شارب (بالإنجليزية: Ronnie Sharp)‏ (30 يناير 1948 باسكتلندا في المملكة المتحدة - ) هو مدرب كرة قدم ولاعب كرة قدم أمريكي في مركز الوسط. لعب مع نادي سان لويس وميامي طوروز ‏ ونادي كاودينبيث لكرة القدم وفورت لودردايل سترايكرز.

## وصلات خارجية
- روني شارب على موقع قاعدة بيانات كرة القدم.إي يو (الإنجليزية)